# Arne Rudolf
Arne Rudolf (* 1990 in Waldbröl) ist ein deutscher Schauspieler und Musiker.

## Leben
Von 2011 bis 2013 besuchte Rudolf die Film Acting School Cologne. Von 2016 bis 2017 war er in der Rolle des Mario Schmidt in der Fernsehserie Unter uns zu sehen. Von 2017 bis 2020 spielte Rudolf die Rolle des Konstantin Landmann in der Fernsehserie Lindenstraße. Außerdem war er in mehreren Kurzfilmen zu sehen, unter anderem in Freigeist (2015) und Hot Dog (2017). 2012 wirkte Rudolf im Theater im Hof in den Stücken Onkel Wanja und Theatersport mit.
Seit 2016 tritt Arne Rudolf als Sänger der Alternative-Metal-Band Gleißer auf, die in Teilen aus der Jugendband Lorie Deblasted entstand. Weitere Mitglieder der Band sind Thomas Wildenburg (Gitarre), Kevin Zielke (Gitarre), David Bau (Bass) und Matthias Knoche (Schlagzeug). Singles der Band sind Schöne Worte (2016), Der Wald (2018) und Elfenbein (2019).

## Filmografie (Auswahl)

### Serien
- 2015: Heldt (2 Folgen)
- 2016: SOKO Köln (1 Folge)
- 2016/2017: Unter uns (Fernsehserie)
- 2017–2020: Lindenstraße (Fernsehserie)
- 2020–2022, 2023, 2024, 2025: Rote Rosen (Fernsehserie)

### Kurzfilme
- 2015: Feinkost
- 2015: Freigeist
- 2016: Anton
- 2017: 32
- 2017: Hot Dog

### Musikvideos
- 2016: Schöne Worte
- 2018: Der Wald
- 2019: Elfenbein